# Carros
Carros je francouzská obec v departementu Alpes-Maritimes v regionu Provence-Alpes-Côte d'Azur. V roce 2009 zde žilo 11 590 obyvatel. Je centrem kantonu Carros.